# Östra Styrskär
Östra Styrskär är en ö i Finland. Den ligger i Finska viken och i kommunen Kyrkslätt i den ekonomiska regionen  Helsingfors i landskapet Nyland, i den södra delen av landet. Ön ligger omkring 37 kilometer sydväst om Helsingfors.
Öns area är 4,5 hektar och dess största längd är 370 meter i sydväst-nordöstlig riktning. Ön höjer sig omkring 15 meter över havsytan.